# 愛上娜塔莉
愛上娜塔莉（法語片名）是2003年上映的法語電影。

## 故事大意
片中的主要內容為敘述由芬妮亞當所飾演的妻子在一次意外下強烈懷疑丈夫（傑哈德巴狄厄飾演）有外遇的跡象。而他們夫妻間的關係最近也正陷入一片低潮。於是妻子決定暗中僱用一名姿色姣好的俱樂部舞孃娜塔莉（艾曼紐琵雅飾演）來引誘丈夫，並且向她報告她們之間互動的情形。

## 主要演員
- 芬妮亞當
- 艾曼紐琵雅
- 傑哈德巴狄厄

- 愛上娜塔莉Nathalie -- @movies【開眼電影】@movies http://www.atmovies.com.tw （页面存档备份，存于）